# Кудрявцев, Виктор Сергеевич
Ви́ктор Серге́евич Кудря́вцев (род. 29 августа 1945) — советский и российский дипломат. Чрезвычайный и полномочный посол (2009).

## Биография
Виктор Кудрявцев родился 29 августа 1945 года. Окончил Московский государственный институт международных отношений МИД СССР (1968) и Дипломатическую академию МИД СССР (1981). Владеет арабским, английским и французским языками.
С 1968 года — в системе МИД СССР, занимал различные должности в центральном аппарате МИД СССР (РФ) и за рубежом.
- В 1993—1997 годах — генеральный консул РФ в Александрии (Египет).
- В 1997—2000 годах — главный советник Генерального секретариата МИД РФ,
- С 5 августа 2000 по 15 июля 2005 года — чрезвычайный и полномочный посол Российской Федерации в Катаре[1][2].
- С 22 сентября 2005 по 8 февраля 2010 года — чрезвычайный и полномочный посол Российской Федерации в Саудовской Аравии[3][4].

С 2010 на пенсии.

## Дипломатический ранг
- Чрезвычайный и полномочный посланник 2 класса (28 января 1993)[5]
- Чрезвычайный и полномочный посланник 1 класса (10 декабря 2002)[6]
- Чрезвычайный и полномочный посол (16 июля 2009)[7]